# Осьма (деревня)
Осьма — деревня в Вяземском районе Смоленской области России. Входит в состав Российского сельского поселения. Население — 2 жителя (2007).
Расположена в восточной части области в 15 км к юго-западу от Вязьмы, в 5 км севернее автодороги Р134 «Старая Смоленская дорога» Смоленск — Дорогобуж — Вязьма — Зубцов, на берегу реки Осьма. В 4 км северо-западнее деревни расположена железнодорожная станция Семлёво на линии Москва — Минск.

## История
В годы Великой Отечественной войны деревня была оккупирована гитлеровскими войсками в октябре 1941 года, освобождена в марте 1943 года.